# Leo Schmidthals

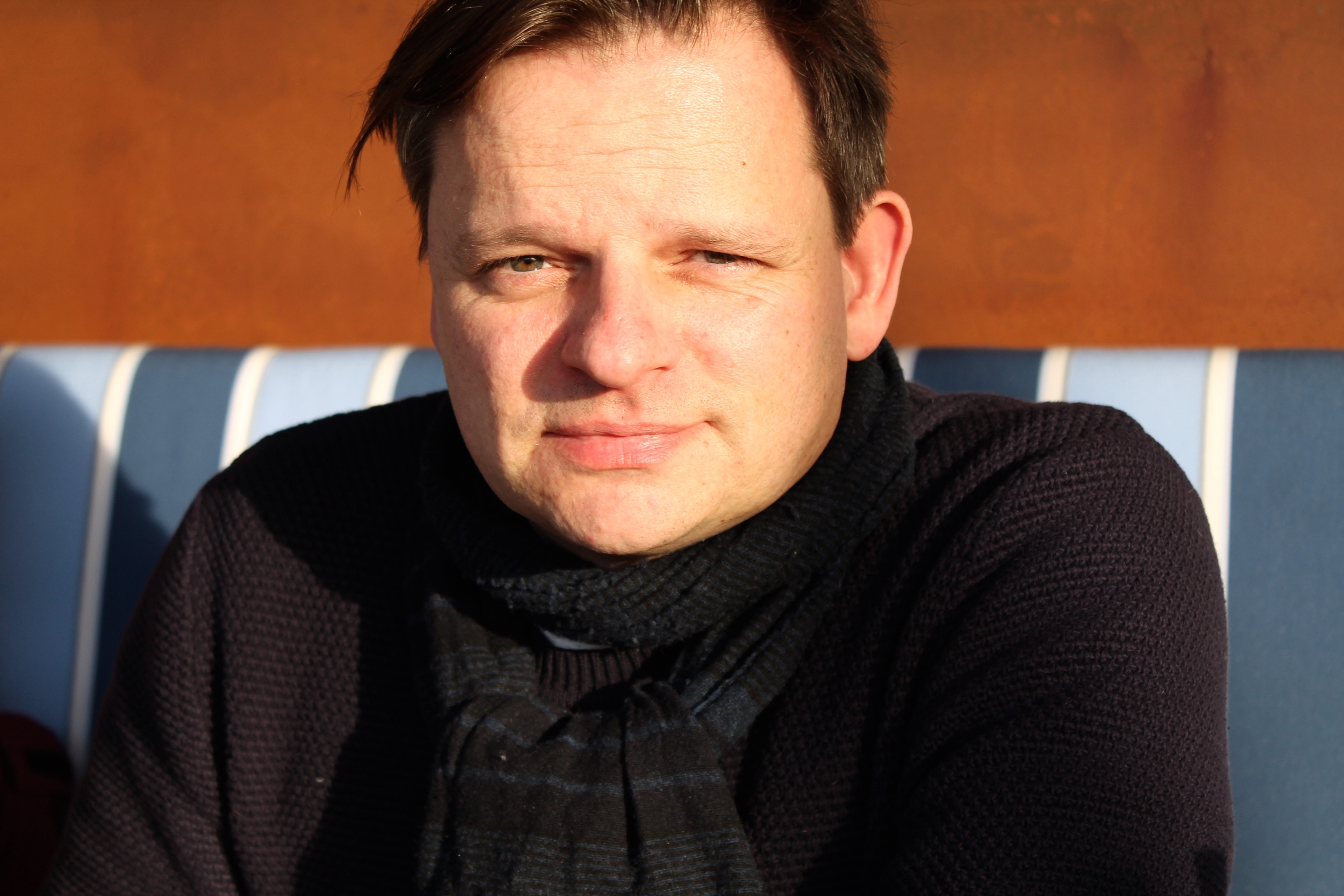
Leo Schmidthals (2016)

Lenard „Leo“ Schmidthals (* 19. Mai 1969 in Kassel) ist ein deutscher Musiker, Musikproduzent, Instrumentalist, Komponist und Arrangeur und seit 1990 freischaffend tätig im Bereich Film-, Theater-, Live- und Studiomusik.

## Leben
Schmidthals studierte an der Hochschule für Musik und Theater Hamburg und am Berklee College of Music in Boston. Sein 1998 begonnenes Studium der Komposition und Musiktheorie an der Hochschule für Musik und Theater Hamburg schloss er 2006 als Diplom-Komponist ab. Leo Schmidthals ist Bassist und Gründungsmitglied der Band Selig; viele Jahre war er als Bassist der Verstärkung von Heinz Rudolf Kunze sowie bei dessen Studioproduktionen tätig.

## Filmmusik
Knockin' on Heaven´s Door (Kino 1997) und Der Pirat (ZDF 1997). Er hat musikalisch mitgewirkt bei Sonnenallee (Kino 1999), Fadenkreuz (ZDF 1999), Crazy (Kino 2000), Was tun wenn´s brennt (Kino 2001), Mädchen Mädchen 2 (Kino 2004), Das Geheimnis des Fußballs (Spiegel TV 2006) sowie Die Kinder der Flucht (ZDF 2006).

## Theatermusik
- 2019 Der Steppenwolf Regie Dominik Günter, Premiere am 23. Januar 2019 am Staatstheater Mannheim
- 2018 Ring und Wrestling Regie Dominik Günter, Premiere am 6. Oktober 2018 an der Staatsoper Hamburg
- 2018 Publikumsbeschimpfung Regie Martin Laberenz, Premiere am 26. Juni 2018 am Schauspiel Stuttgart
- 2017 Der Entertainer Regie Martin Laberenz, Premiere am 21. Oktober 2017 am Schauspiel Hannover
- 2017 Das Fest Regie Anne Lenk, Premiere am 22. Januar 2017 am Deutschen Theater Berlin
- 2016 Erschlagt die Armen Regie Anne Lenk, Premiere am 15. September 2016 am Thalia Theater Hamburg
- 2016 Die Macht der Musik Regie Tom Stromberg, Premiere am 25. August 2016 Kampnagel Hamburg (Sommerfestival)
- 2016 Hiob Regie Anne Lenk, Premiere am 31. März 2016 am Deutschen Theater Berlin
- 2015 Das goldene Vlies Regie Anne Lenk, Premiere am 6. Dezember 2015 am Residenztheater München
  - The death is not the end Regie Tom Stromberg, musikalische Leitung Leo Schmidthals, Premiere am 6. August 2015 Kampnagel Hamburg
  - Faust I & II Goethe/Wilson/Grönemeyer (Mitwirkung als Orchester-Arrangeuere) Berliner Ensemble, Premiere am 9. April 2015
  - Antigone Sophokles, in der Übersetzung von Hölderlin, Premiere am 10. Januar 2015 am Staatstheater Stuttgart
- 2014 RAUSCH (Ein Konzert in drei Teilen) Regie: Tom Stromberg, Premiere am 6. August 2014 Kampnagel Hamburg
  - Sonetter von William Shakespeare, Regie Laurent Chétouane, Premiere am 14. Februar 2014 am Nationaltheatret Oslo, Norwegen
- 2013 Breakin`Mozart (Tanzperformance) Regie: Christoph Hagel, Premiere am 1. Juni 2013 s.Olivier Arena Würzburg und Wintergarten Berlin
- 2012 Sacré Sacre du Printemps (Tanzperformance) Choreographie: Laurent Chétouane, Musik: Igor Stravinsky und Leo Schmidthals. Premiere war am 27. September 2012 bei der Ruhrtriennale
  - Das Erdbeben in Chili von Heinrich von Kleist, Regie Laurent Chétouane, Premiere am 28. Januar 2012 Halle Kalk Schauspiel Köln
- 2011 horizon(s) Tanzstück von Laurent Chétouane, Premiere am 8. Mai 2009, tanznrw09 Pact Zollverein Essen
- 2010 Dantons Tod von Georg Büchner, Regie Laurent Chétouane, Premiere am 16. Januar 2010 am Schauspiel Köln
- 2009 Tanzstück#3: Doppel / Solo / Ein Abend von Laurent Chétouane, Premiere am 8. Mai 2009, tanznrw09 Pact Zollverein Essen
- 2008 Faust. Der Tragödie erster Teil Regie Laurent Chétouane, Premiere am 17. Oktober 2008 Schauspiel Köln
  - Faust. Der Tragödie zweiter Teil Regie Laurent Chétouane, Premiere am 20. März 2008 Deutsches Nationaltheater Weimar
  - Tanzstück#2: Antonin Artaud liest den 2. Akt von Goethes Faust 2 von Laurent Chétouane, Premiere am 29. Februar 2008  Deutsches Nationaltheater Weimar
  - Empedokles // Fatzer von Friedrich Hölderlin / Bertolt Brecht, Regie Laurent Chétouane, Premiere am 22. Februar 2008 am Schauspiel Köln
- 2006 Schatten von John Fosse, Regie Laurent Chétouane, Premiere am 20. Oktober 2006 (deutsche Erstaufführung) Münchner Kammerspiele
- 2005 Iphigenie auf Tauris von Johann Wolfgang Goethe, Regie Laurent Chétouane, Premiere am 18. Dezember 2005 Münchner Kammerspiele
- 2004 Don Karlos von Friedrich Schiller, Regie Laurent Chétouane, Premiere am 5. März 2004 Deutsches Schauspielhaus Hamburg
  - Hermes in der Stadt von Lothar Trolle, Regie Laurent Chétouane, Premiere am 13. Mai 2004 Münchner Kammerspiele
- 2003 Erde und Asche von Atiq Rahimi, Regie Laurent Chétouane, Premiere am 25. April 2003 Deutsches Schauspielhaus Hamburg
  - Antigone in der Übersetzung von Friedrich Hölderlin, Regie Laurent Chétouane, Premiere am 18. Januar 2003 Oldenburgisches Staatstheater
- 2003 Woyzeck von Georg Büchner, Regie Laurent Chétouane, Premiere am 23. März 2003 am Deutschen Schauspielhaus Hamburg
- 2002 Prinzessinnendramen von Elfriede Jelinek (UA), Regie Laurent Chétouane, Premiere am 20. Oktober 2002 im Malersaal des Deutschen Schauspielhauses Hamburg
  - Publikumsbeschimpfung, Ring und Wrestling, Die Macht der Musik, Antigone, RAUSCH, Sonetter, Woyzeck, Tanzstück#3 und Das Erdbeben in Chili auch als Musiker mit auf der Bühne.

## Rock- und Popmusik
Schmidthals ist nach eigenen Angaben tätig gewesen als Instrumentalist, Arrangeur, Komponist, Dirigent und/oder Produzent für Selig, Heinz Rudolf Kunze (ab 2002, gemeinsam mit Jörg Sander und Jens Carstens), Subway to Sally, Rolf Zuckowski, Texas Lightning, Sasha, Revolverheld, Udo Lindenberg, Marianne Rosenberg, Otto Waalkes, Joachim Witt, Ulrich Tukur, Die Fantastischen Vier, Fury in the Slaughterhouse, Echt, Die 3. Generation, Liquido, Nena, Sissi Perlinger, Patrick Nuo, Keimzeit, Annette Humpe, Kim Frank, Alida Gundlach, Jan Plewka sowie Johannes Oerding.